# Daura Chasma
Daura Chasma is een kloof op de planeet Venus. Daura Chasma werd in 1985 genoemd naar Daura, een grote jageres in de Hausa-cultuur.
De kloof heeft een lengte van 729 kilometer en bevindt zich in het quadrangle Fortuna Tessera (V-2).